# Большая белая цапля
Большая белая цапля (лат. Ardea alba) — крупная околоводная птица семейства цаплевых, распространённая в тёплых умеренных и тропических широтах как западного, так и восточного полушария.

## Описание
Достаточно крупная птица 94—104 см высотой и размахом крыльев 131—145 см. Вес взрослых птиц около 912—1140 г. Как правило, самцы несколько крупнее самок. Оперение полностью белое. Клюв длинный, прямой, в гнездовой период чёрный с жёлтым основанием, в зимнем наряде — жёлтый. Лапы и пальцы длинные, тёмно-серые. Шея длинная, S-образная. Шестой шейный позвонок несколько вытянут и построен таким образом, что птица способна быстро вытянуть шею или, наоборот, втянуть её в себя. Хвост короткий, клинообразный. После осенней линьки у самцов и самок в верхней части тела от плеч вырастают длинные белые перья, торчащие по бокам и позади хвоста. В период размножения эти перья сжимаются и становятся плоскими, показывая игольчатые продолжения за хвостом. Клюв в это время приобретает оранжево-жёлтый оттенок с тёмным окончанием, а уздечка окрашивается в зелёный цвет. Какой-либо хохолок на голове, встречающийся у других видов цапель, у большой белой цапли отсутствует. Половой диморфизм не выражен.

## Распространение
Большая белая цапля распространена в тёплых умеренных и тропических широтах Европы (с 2018 года появилась в Финляндии), Азии, Северной и Южной Америки и Африки, в тропической Азии, по-видимому, только зимует. Живёт она вдоль различных водоёмов как на морском побережье, так и внутри континента: заболоченных низинах, поймах и берегах рек, пресных и соляных озёрах, эстуариях и мангровых зарослях. Кроме того, её можно увидеть в сельскохозяйственных угодьях, открытых полях, рисовых посадках и вдоль дренажных канав. Охотится цапля на мелководье или на суше.

## Образ жизни
Передвигается медленно и величаво, вытягивая шею и вглядываясь впереди себя в поисках пищи. Охотится в одиночку или группами в дневное и сумеречное время, с наступлением темноты сбивается в группы вместе с другими цаплями и ищет убежище. Часто отнимает пищу у других, меньших по размеру цапель, а также вступает в драку за добычу с другими птицами своего вида. Иногда бывает агрессивна, даже если окружающей еды достаточно. Полёт плавный, его скорость варьирует в пределах 28—51 км/час. В период размножения предпочитает искать пищу неподалёку, но в случае необходимости может путешествовать на расстояние 6—20 км. Как и другие виды цапель, при полёте голову отводит назад, сгибая шею в S-образную форму.
В период размножения имеет свой участок, который тщательно охраняет. По окончании сезона пары часто распадаются и рассеиваются. Часть популяций ведёт оседлый образ жизни, другие в зимнее время мигрируют в пределах ареала, третьи перелетают на большие расстояния.

## Размножение

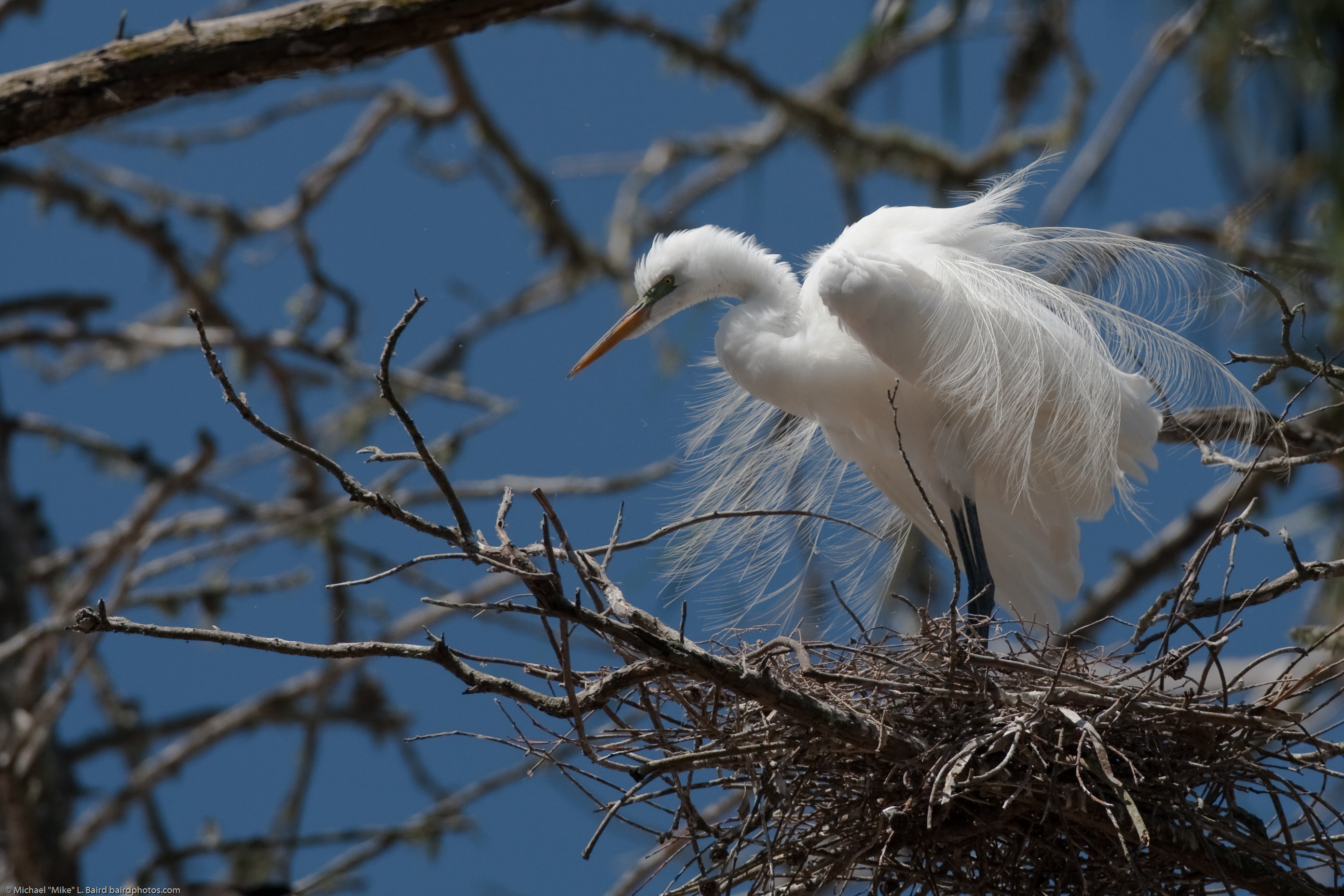
Большая белая цапля на гнезде

Период половой зрелости у этих птиц наступает через два года. Большие белые цапли являются сезонными моногамными птицами, то есть создают пару только на один брачный сезон, хотя известны случаи и повторного воссоединения одной и той же пары. Гнездятся птицы большими колониями, часто с другими видами цапель, такими как большой голубой цаплей и снежной цаплей (Egretta thula). В течение года выводится только одно потомство. В умеренных широтах для размножения выбирается весна или лето, когда имеется большое разнообразие пищи; в тропиках скрещивание может происходить круглый год.
Ухаживание представляет собой сложный процесс, во время которого голые участки кожи меняют свою окраску, а брачные перья приобретают большое значение. Уздечка (участок кожи возле глаз) из жёлтой становится зелёной, клюв приобретает оранжевые оттенки и темнеет на конце. Если после кладки яиц окраска уздечки приобретает свои обычные цвета, то клюв сохраняет своё изменённое состояние на весь период размножения.
Самец прибывает в колонию первым и выбирает место для будущего гнезда. В очерёдности имеет значение возраст птицы — более старые самцы выбирают место первыми, как правило, поближе к центру колонии. Цапли часто меняют места гнездовий и колонии, поэтому прибывшие на место самцы утверждаются на новом месте и начинают привлекать самок, выполняя ритуальные танцы. Заинтересованные самки усаживаются на соседние ветки и наблюдают, но могут выполнить и встречный танец или покружиться вокруг будущего гнезда. Самка также может отгонять находящихся поблизости других самок. Пара выбирается осторожно, и одна из птиц иногда может прогнать другую. Гнездо строится сразу после того, как пара создана.
Гнездо большой белой цапли напоминает большую груду палочек и веточек, собранных в одном месте. Оно может сохраняться несколько лет, хотя колония может переместиться в другой район или выбрать другие деревья. Материал собирается всеми возможными способами, включая и воровство из соседних гнёзд. Обычно собиранием строительного материала занимается самец, в то время как самка укладывает его в гнездо.

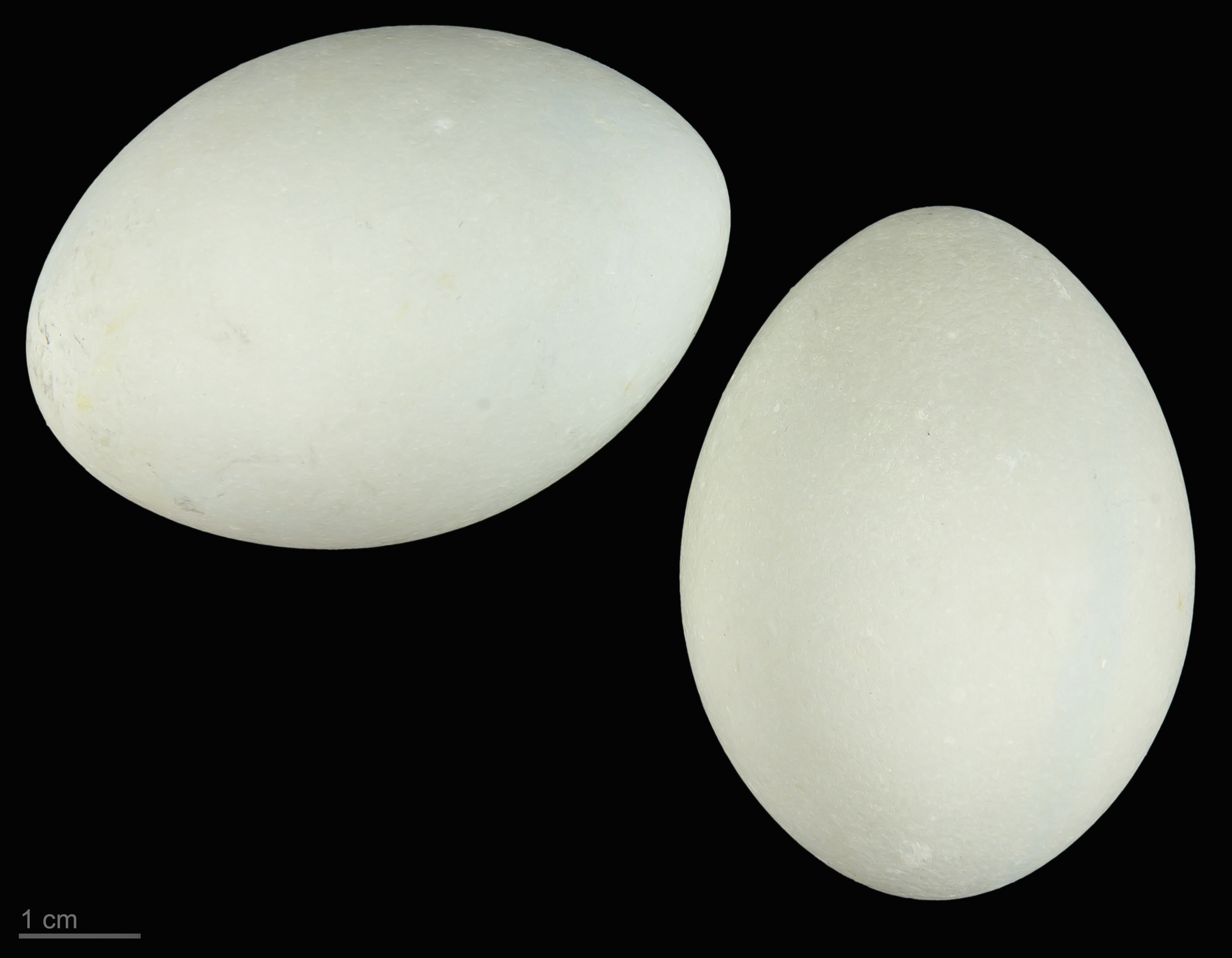
Яйца Ardea alba melanorhynchos — Тулузский музей

Самка откладывает 3—6 голубовато-зелёных яиц размером примерно 57 мм, с интервалом 2—3 дня каждое. Насиживают яйца как самка, так и самец. Инкубационный период составляет 23—26 дней, после чего в таком же порядке появляются практически голые и беспомощные птенцы. Среди птенцов начинается жестокое соревнование за доступ к родительской пище, причём появившиеся первыми птенцы в силу своего размера имеют преимущество перед младшими сверстниками — они могут клевать их и стараться монополизировать своё право на доступ к кормлению. Если год очень хороший в плане еды, то всё потомство может опериться, однако чаще всего выживают два или даже один птенец — остальные погибают. Полное оперение птенцов наступает через 42—49 дней. Хорошо летать молодые птицы начинают примерно через 7 недель, однако ещё до 10—11 недель они зависят от родителей.

## Питание
Рацион большой белой цапли составляют лягушки, змеи, рыба, речные раки, мелкие грызуны, сверчки, кузнечики и другие различные насекомые. Поскольку другие болотные птицы имеют схожую диету, у них часто возникает конкуренция в поисках добычи. В выборе еды мало разборчивы, считаются гетеротрофами. В ряде исследований отмечается, что стоя неподвижно на одном месте, большие белые цапли способны поймать больше добычи среднего размера, чем медленно передвигаясь.

## Хищники
У взрослых цапель редко бывают природные враги. Иногда они становятся жертвами крокодилов, а молодые птицы на первом году жизни — орлов (беркут, орел-могильник) и орлана-белохвоста. Однако за яйцами и птенцами часто охотятся вороны, американские грифы (Cathartidae) и еноты.

## Продолжительность жизни
Продолжительность жизни в диких условиях в среднем составляет приблизительно 15 лет, в неволе около 22 лет. Смертность у этих птиц высока, пока они ещё находятся в гнезде и в первые несколько месяцев после оперения. В среднем смертность этого вида в первый год составляет 76 % и 26 % в последующие годы.

## Галерея

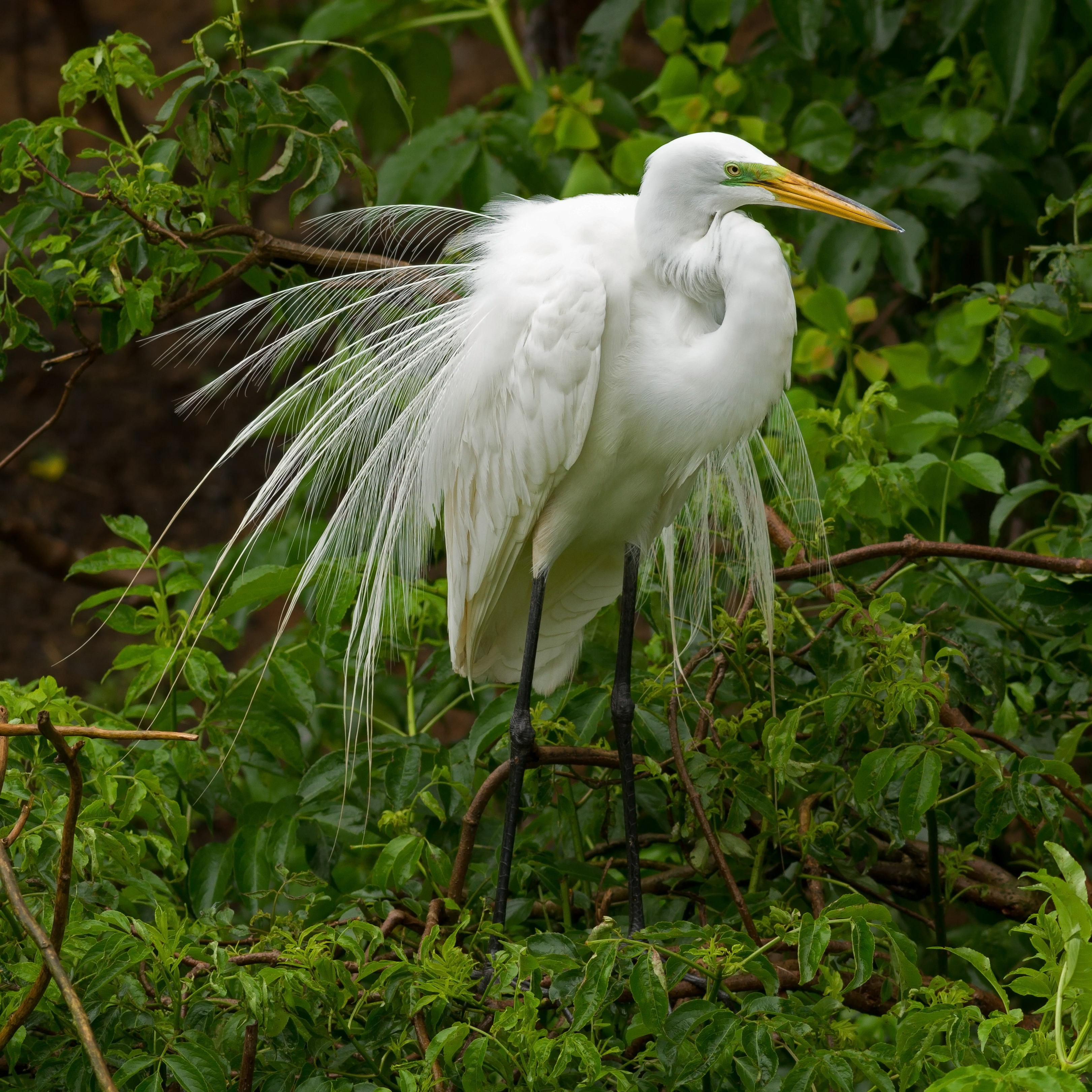
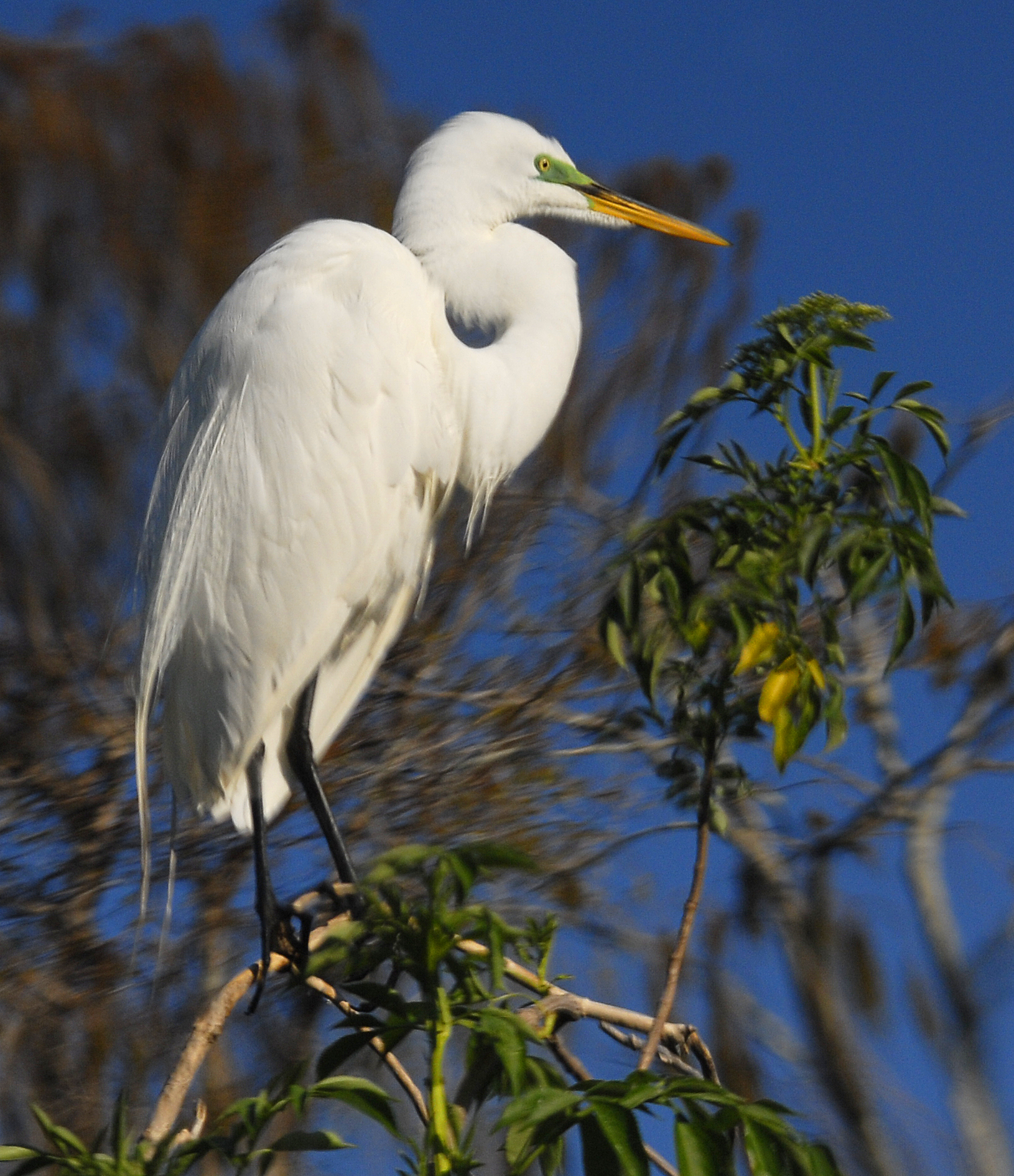
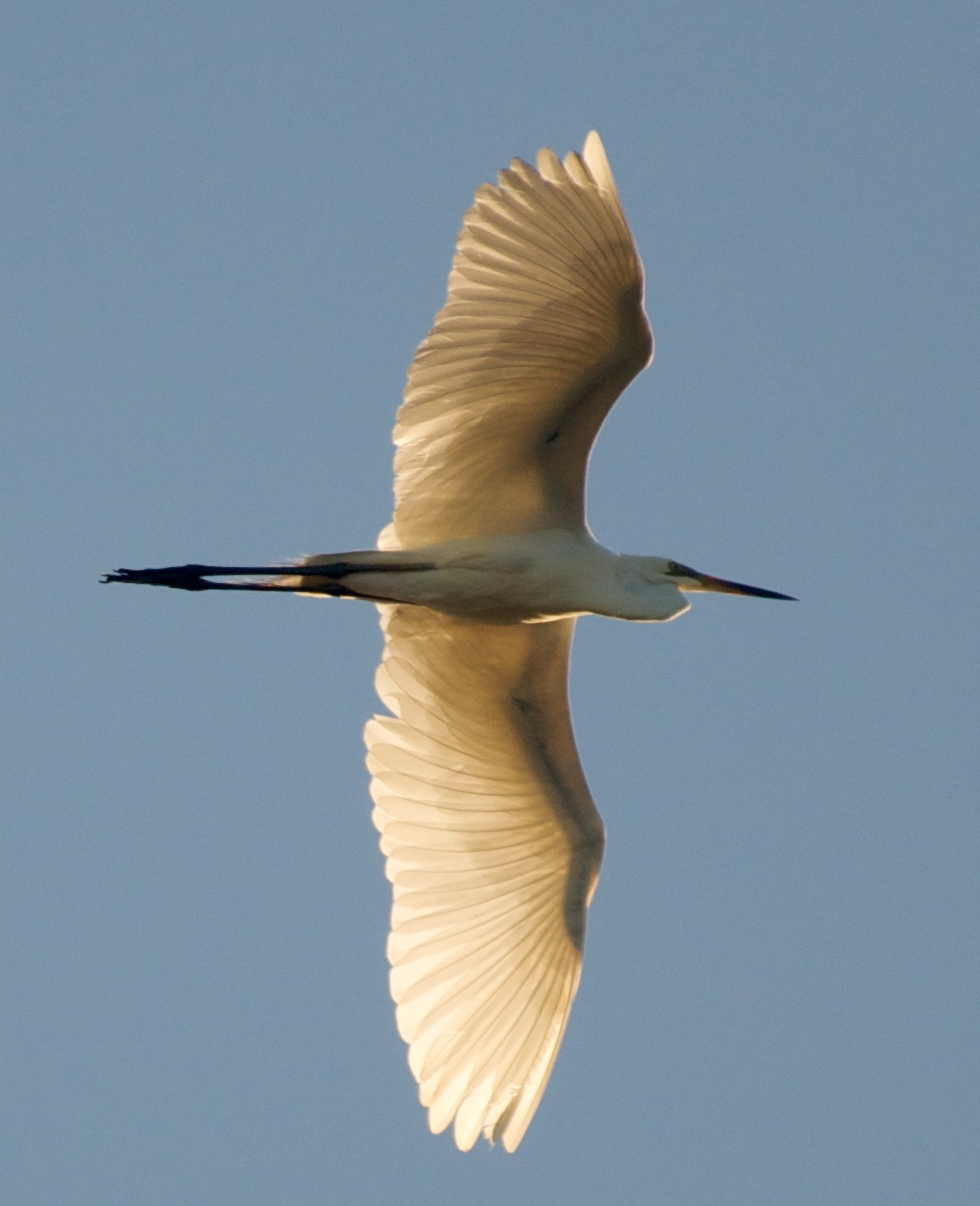